# Amblyeleotris taipinensis
Amblyeleotris taipinensis là một loài cá biển thuộc chi Amblyeleotris trong họ Cá bống trắng. Loài cá này được mô tả lần đầu tiên vào năm 2006.

## Từ nguyên
Từ định danh taipinensis được đặt theo tên của đảo Ba Bình (trong tiếng Anh), nơi mà mẫu định danh của loài cá này được thu thập (–ensis: hậu tố trong tiếng Latinh biểu thị nơi chốn).

## Phân bố
A. taipinensis hiện chỉ được biết đến ở ngoài khơi đảo Ba Bình (thuộc quần đảo Trường Sa của Việt Nam), được tìm thấy ở độ sâu khoảng 12–19 m.

## Mô tả
Chiều dài cơ thể lớn nhất được ghi nhận ở A. taipinensis là 4,4 cm. Đầu và thân trắng nhạt, có 5 sọc khoanh màu vàng rơm. Dọc lưng có 2 hàng chấm đen rất nhỏ. Vây lưng trước và sau có 2 hàng sọc ngang màu tím nhạt. Gốc vây ngực có một sọc màu vàng rơm. Vây đuôi trong mờ, phớt vàng ở giữa.
Số gai vây lưng: 7; Số tia vây lưng: 13; Số gai vây hậu môn: 1; Số tia vây hậu môn: 14; Số gai vây bụng: 1; Số tia vây bụng: 5; Số tia vây ngực: 19.